# Saint-Pierre-du-Chemin
Saint-Pierre-du-Chemin är en kommun i departementet Vendée i regionen Pays de la Loire i västra Frankrike. Kommunen ligger i kantonen La Châtaigneraie som tillhör arrondissementet Fontenay-le-Comte. År 2022 hade Saint-Pierre-du-Chemin 1 340 invånare.

## Befolkningsutveckling
Antalet invånare i kommunen Saint-Pierre-du-Chemin
| Referens: INSEE |